# Saudiarabiens damlandslag i fotboll
Saudiarabiens damlandslag i fotboll representerar Saudiarabien i fotboll på damsidan. Laget spelade sin första match 19 februari 2022 då de vann över Seychellerna med 2–0. Laget första tränare var Monika Staab. Sedan februari 2023 tränas det av Rosa Lappi-Seppälä.